# Franc Treiber
Franc Treiber, slovenski rimskokatoliški duhovnik, pesnik in skladatelj, * 28. januar 1809, Bače, † 24. oktober 1878 Šentjakob v Rožu.

## Življenjepis
Rodil se je očetu Juriju in materi Katarini. Treiber je gimnazijo in licej od leta 1823 do 1830 obiskoval v Celovcu, kjer je od 1830 do 1834 študiral tudi teologijo in bil 1834 posvečen v duhovnika.
Bil je krajši čas kaplan v Pliberku in Šmohorju, od 1836 do 1846 kaplan in katehet mestne župnije v Celovcu, od 1846 do 1848 župnik v Šentjakobu v Rožu; tu je 1848 ustanovil svoj sloviti pevski zbor in ga nad 30 let vodil. Z Valentinom Janežičem, bratom Antona Janežiča je 1872 tu ustanovil Slovensko posojilnico. Zaveden Slovenec in navdušen narodni buditelj, je prijateljeval tudi z bratrancema prav tako zavednima Slovencema Andrejem Einspielerjem (1813–1888) in Lambertom Einspielerjem (1840–1906).

## Delo
Treiber je zlagal pesmi v narečnem slogu in metodi. Nekatere njegove pesmi npr.: En mav postojmo; Bratec moj predragi; Temna noč bo minila  so ponarodele. Izboljšal, okrajšal in uglasbil je pesem Moj dom prijatelja Primoža Košata, koroškega nararodna buditelja in organizatorja Tabora v Žopračah (nem. Selpritsch).
Franc Treiber, naj bi po pričevanju Pavleta Zablatnika leta 1855, ko sta mu v razdobju nekaj mesecev umrla mama in oče in se je vračal na prazen dom napisal in prvič zapel pesem »N'mav čez izaro«. Na njegovem pogrebu naj bi rožanski pevski zbor njemu v slovo zapel tudi to pesem, ki je postala himna koroških Slovencev.

## V spomin
V Ločah (nem. Latschach am Faaker See) ob Baškem jezeru so se 8. novembra 2009 spomnili dveh pomembnih koroških rojakov. Na zunanjem zidu cerkve v Ločah, ob grobovih in ploščah pokojnih duhovnikov so odkrili spominski plošči duhovnikoma Francu Treiberju in Janku Mikuli (1904–1988), ki sta napisala besedili in uglasbila najbolj znani koroški pesmi, himni Slovencev na Koroškem N`mav čez izaro in Rož, Podjuna, Zila.